# 46692 Таорміна
46692 Таорміна (46692 Taormina) — астероїд головного поясу, відкритий 2 лютого 1997 року.
Тіссеранів параметр щодо Юпітера — 3,494.
Названо на честь Таорміни (італ. Taormina, сиц. Taurmina) — муніципалітету в Італії, у регіоні Сицилія, провінція Мессіна.